# 1713 în literatură
Anul 1713 în literatură a implicat o serie de evenimente și cărți noi semnificative.  